# Az én kis családom (televíziós sorozat)
Az én kis családom (eredeti címe: Bizim Hikaye) egy 2017 és 2019 között vetített török drámasorozat, amelynek főszereplői Hazal Kaya és Burak Deniz.

## Történet
Filiz (Hazal Kaya) egyedül látja el a háztartást és neveli öt kisebb testvérét és támogatja alkoholista apját, aki minden pénzüket elissza. Bár minden hozzá hasonló fiatal lány azon van, hogy férjet fogjon, neki egy percnyi szabad ideje sincs arra, hogy szerelmes legyen.
A gazdag Barisért (Burak Deniz) a város minden nője odáig van, ő azonban fülig beleszeret a gazdag ficsúrokat egyáltalán nem kedvelő Filiz-be. Baris mindent megtesz, hogy meghódítsa Filiz szívét: szegénynek állítja be magát, aki csak beosztottja egy gazdag üzletembernek.

## Szereplők
| Szereplő neve       | Színész(nő)           | Magyar hang                                       |
| ------------------- | --------------------- | ------------------------------------------------- |
| Filiz Elibol        | Hazal Kaya            | Gyöngy Zsuzsanna                                  |
| Savaş Aktan / Barış | Burak Deniz           | Szatory Dávid                                     |
| Fikri Elibol        | Reha Özcan            | Háda János                                        |
| Rahmet Elibol       | Yağız Can Konyalı     | Czető Roland                                      |
| Tülay Şahin         | Nesrin Cavadzade      | Nemes Takách Kata                                 |
| Tufan Şahin         | Mehmet Korhan Fırat   | Kisfalusy Lehel                                   |
| Hikmet Elibol       | Nejat Uygur           | Gacsal Ádám                                       |
| Fikret Elibol       | Alp Akar              | Maszlag Bálint                                    |
| Kiraz Elibol        | Zeynep Selimoğlu      | Kobela Kíra                                       |
| İsmet Elibol        | Ömer Sevgı            | Szefcsik Leó                                      |
| Cemil Engin         | Mehmetcan Mincinozlu  | Ágoston Péter                                     |
| Zeynep              | Miray Akay            | Engel-Iván Lili                                   |
| Çiçek               | Sahra Şaş             |                                                   |
| Selim Tekin         | Murat Danacı          |                                                   |
| Deniz Çelik         | Melisa Döngel         |                                                   |
| Derin Çelik         | Hazal Adıyaman        |                                                   |
| Seyma               | Evrim Doğan           | Bertalan Ágnes                                    |
| Müjde               | Serra Pirinç          | Hermann Lilla                                     |
| Hasım               | Isumail Karagöz       | Törköly Levente                                   |
| Esra                | Pınar Tore            | Nádasi Veronika                                   |
| Asım                | Berkay Akın           | Megyeri János                                     |
| Yeliz               | Nilay Duru            | Laudon Andrea                                     |
| Ayla                | Şema Atalay           | Kovács Nóra                                       |
| Şükran              | Esra Bezen Bilgin     | Orosz Anna                                        |
| Ömer                | Cemal Toktaş          | Király Dániel                                     |
| Servet              | Metin Büktel          | Jakab Csaba                                       |
| Aysel               | Ayşen Gruda           | Rátonyi Hajni                                     |
| Ayşe                | Beren Gökyıldız       | Dolmány-Bogdányi Korina                           |
| Ferda               | Pınar Çağlar Gençtürk | Pap Katalin                                       |
| Muzi                | Müge Şu Şahin         | Tamási Nikolett (korábban) Pekár Adrienn (később) |
| Hülya               | Başak Güröz           | Pánics Lilla                                      |

## A sorozat más országokban
| Ország       | Csatorna | 1. évad                                | 2. évad                              | Epizódok száma |
| ------------ | -------- | -------------------------------------- | ------------------------------------ | -------------- |
| Törökország  | Fox      | 2017. szeptember 14.-2018. június 7.   | 2018. szeptember 13.-2019. május 23. | 70             |
| Magyarország | RTL Klub | 2019. november 11. – 2020. április 21. |                                      |                |

## Évados áttekintés
| Évad | Évad | Török epizódok száma | Magyar epizódok száma | Eredeti sugárzás     | Eredeti sugárzás | Magyar sugárzás (RTL Klub) | Magyar sugárzás (RTL Klub) |
| Évad | Évad | Török epizódok száma | Magyar epizódok száma | Évadpremier          | Évadfinálé       | Évadpremier                | Évadfinálé                 |
| ---- | ---- | -------------------- | --------------------- | -------------------- | ---------------- | -------------------------- | -------------------------- |
|      | 1.   | 37                   | 107                   | 2017. szeptember 14. | 2018. június 7.  | 2019. november 11.         | 2020. április 21.          |
|      | 2.   | 33                   |                       | 2018. szeptember 13. | 2019. május 23.  | TBA                        | TBA                        |